# Dnipro
 Nogle danske medier kalder fejlagtigt floden Dnepr for Dnipro 
Dnipró (ukrainsk: Дніпро́, tr. Dnipró, ukrainsk udtale: [dʲnʲiˈprɔ]  ( hør); fra 1787 til 1925 Jekaterinoslav, fra 1926 til 2016 Dnipropetrovsk) er en storby i det centrale Ukraine. Den er en vigtig industriby med 968.502 (2022) indbyggere, hvilket gør den til landets fjerdestørste by. Den ligger sydøst for hovedstaden Kyiv ved floden Dnepr og er også en vigtig indlandshavn.
Byen er hovedstad i Dnipropetrovsk oblast og er det centrale, industrielle center i Ukraine. Dnipro var i sovjettiden et af de vigtigste forskningscentre for udvikling af atomvåben og rumprogrammet. Byen er hjemsted for Juzjmasj, en vigtig udvikler og producent af rumfarts- og ballistiske raketter. På grund af militærindustrien var byen en lukket by, hvor ingen udlændinge fik adgang uden officiel tilladelse frem til 1990'erne.
Dnipro har et veludviklet offentligt transportsystem med blandt andet en metro.

## Navn
Dnipro har gennem tiden haft flere forskellige navne:
- 1787 – 1796: Jekaterinoslav (russisk: Jekaterinoslav; ukrainsk: Катеринослав)
- 1796 – 1802: Novorossijsk (russisk: Новоросси́йск; ukrainsk: Новоросійськ)
- 1802 – 1926: Jekaterinoslav (russisk: Jekaterinoslav; ukrainsk: Катеринослав)
- 1926 – 2016: Dnipropetrovsk (russisk: Днепропетро́вск; ukrainsk: Дніпропетровськ)
- siden 2016: Dnipro (ukrainsk: Дніпро; russisk: Днепр)

## Geografi
Dnipro ligger i den sydvestlige del af Dnepr lavlandet, en udvidet floddal med et system af flodsletter på den venstre bred af floden Dnepr, i det centrale Ukraine.

## Demografi

### Befolkningstal
Dnipro har et beregnet indbyggertal på 968.502 (2022) indbyggere. Ved den seneste folketælling i Ukraine i 2001 havde byen et indbyggertal på 1.065.008 indbyggere.

### Befolkningssammensætning
|              | 1897  | 1926  | 1939  | 1959  | 1989  | 2001  |
| Ukrainere    | 15,8% | 36,0% | 54,6% | 61,5% | 62,5% | 72,6% |
| Russere      | 41,8% | 31,6% | 23,4% | 27,9% | 30,0% | 23,5% |
| Jøder        | 35,4% | 26,8% | 17,9% | 7,6%  | 3,2%  | 1,0%  |
| Hviderussere | 1,2%  | 1,9%  | 1,9%  | 1,7%  |       | 1,0%  |

## Kendte personer fra Dnipro
- Helena Petrovna Blavatsky, russisk okkultist (1831-1891)
- Leonid Kutjma, Ukraines præsident 1994 – 2005.
- Pavlo Lazarenko
- Julia Timosjenko, ukrainsk politiker, også kendt under tilnavnet Gasprinsessen
- Oleksandr Turtjinov, ukrainsk politiker

## Venskabsbyer
Dnipro er venskabsby med:
| - Kutaisi, Georgien - Thessaloniki, Grækenland - Herzliya, Israel - Dalian, Kina | - Xi'an, Kina - Vilnius, Litauen - Stettin, Polen - Krasnojarsk, Rusland | - Samara, Rusland - Bern, Schweiz - Žilina, Slovakiet - Tasjkent, Uzbekistan |